# Damak (Ungarn)
Damak ist eine ungarische Gemeinde im Kreis Edelény im Komitat Borsod-Abaúj-Zemplén.

## Geografische Lage
Damak liegt in Nordungarn, 24 Kilometer nördlich von Miskolc und 7 Kilometer nordöstlich der Kreisstadt Edelény. Nachbargemeinden sind Hegymeg in 3,5 Kilometern und Lak in 5 Kilometern Entfernung. Beide liegen nordöstlich von Damak.

## Geschichte
Vor dem Zweiten Weltkrieg lebten die Bewohner von der Landwirtschaft. Nach dem Krieg arbeiteten die Menschen in Erzeugergenossenschaften und in Bergwerken in der Umgebung. Nach dem Systemwechsel wurden die Erzeugergenossenschaften aufgelöst und die Bergwerke schlossen, so dass ein großer Teil der Bewohner arbeitslos wurde. Daraufhin suchten viele Arbeit in der benachbarten Stadt Edelény.
Bis 1992 gehörte der Ort zu Edelény und wurde erst dann eine selbstständige Gemeinde.

## Sehenswürdigkeiten
- Reformierte Kirche. Bereits 1785 wurde eine kleine Kirche auf einem Steinfundament mit einem Schindeldach errichtet, die 1898 umgebaut wurde. Die heutige Kirche wurde 1913 erbaut mit einem 22 Meter hohen Turm an der westlichen Fassade. Die Orgel der Kirche wurde im Zweiten Weltkrieg zerstört. Die 75 Kilogramm schwere Glocke der Kirche wurde von János Jüsztel in Eger gegossen.
- Weinberge
- Weltkriegsdenkmale

## Verkehr
Durch Damak verläuft die Landstraße Nr. 2616. Der nächstgelegene Bahnhof befindet sich in Edelény.